# Mark Wells
Mark Ronald Wells, född 18 september 1957 i St. Clair Shores i Michigan, död 17 maj 2024, var en amerikansk ishockeyspelare.
Wells blev olympisk guldmedaljör i ishockey vid vinterspelen 1980 i Lake Placid.